# مفتي فیض الوحید
مفتي فیض الوحید (1964 - 1 يونيو 2021) عالم إسلامي وفقيه ومفسر للقرآن من جامو وكشمير، وكان رئيسًا لمفتي مركز المعارف، وهو معهد إسلامي في باتيندي جامو. كتب كتابه فيض المنان وهو أول ترجمة وتفسير للقرآن بلغة كجري.

## السيرة الشخصية
ولد فيض الوحيد في دودسان بالا، تھنامندي راجوري عام 1964. تلقى تعليمه في مدرسة كاشف العلوم في تھنامندي ومدرسة تعليم القرآن في مظفر نجر. أكمل حفظ القرآن وتخصص في القراءات عام 1982. درس لمدة عامين في دار النظام في مدرسة خادم الإسلام في هابور وتخرج في دار العلوم ديوبند عام 1991. حصل على ماجستير في اللغة الأردية من جامعة الدكتور بهيمراو أمبيدكار.
في عام 1992 بدأ فيض الوحيد التدريس في مدرسة أشرف العلوم في جامو. أسس مع جمال الدين ونذير أحمد مدرسة جامع مركز المعارف الإسلامية في باتيندي جامو وانتقل إلى هناك في 5 أكتوبر 1995. عندما بدأت المؤسسة الجديدة كان خاضعًا لبعض النزاعات الديوبندية-البريلوية التي أثارها أتباع حركة باريلفي المحليين، مما أدى إلى اعتقاله في أغسطس 1995. تم سجنه بموجب قانون السلامة العامة لمدة أحد عشر شهرًا. واصل التدريس في المدرسة لمدة عامين، واعتقل مرة أخرى في مايو 1997. طلق سراحه في أغسطس 2000 وواصل التدريس في مركز المعارف. شغل منصب رئيس المفتي وراعي مركز المعارف.
كان فيض الوحيد مرجعًا في الفقه الإسلامي ومفسرًا للقرآن. ترجم القرآن إلى لغة جوجري وامتلك الفضل في كونه مترجمه الأول بتلك اللغة. وقد صاغ ترجمة القرآن وتفسيره أثناء سجنه. في نوفمبر 2018 قال أثناء حديثه في مؤتمر في جول رامبان: «إن نجاح كل شخص مخفي في القرآن».
تم قبول فيصل الوحيد في كلية أشرايا شري تشاندر للعلوم الطبية في جامو لبضعة أيام حيث توفي في 1 يونيو 2021. أعرب ألطاف بخاري وغلام أحمد مير وسيد بشارات أحمد بخاري عن حزنهم على وفاته. أعرب شودري ذو الفقار علي أن وفاة الباحث كانت خسارة لا يمكن تعويضها.